# Schwarze Runse
Die Schwarze Runse (tschechisch Černá stoka) ist ein Bach im Böhmerwald, der über weite Strecken entlang der Grenze zwischen Tschechien und Österreich verläuft. Er ist ein Zufluss der Moldau.

## Geographie
Der Bach entspringt in der österreichischen Gemeinde Aigen-Schlägl auf einer Höhe von 776 m ü. A. Er weist eine Länge von 5,2 km auf. Etwa für seine letzten beiden Drittel fließt er entlang der Grenze zwischen Aigen-Schlägl und der tschechischen Gemeinde Černá v Pošumaví. Er mündet im Stausee Lipno auf einer Höhe von 724 m ü. A. linksseitig in die Moldau. Das Einzugsgebiet der Schwarzen Runse erstreckt sich über eine Fläche von 3,92 km². Davon liegen 2,93 km² in Österreich und 0,99 km² in Tschechien.
Der Nordwaldkammweg verläuft zum Teil entlang des Bachs.

## Umwelt
In Österreich ist die Schwarze Runse Teil des Europaschutzgebiets Böhmerwald-Mühltäler und der Important Bird Area Böhmerwald und Mühltal. In Tschechien gehört sie zum Biosphärenreservat Šumava und zur Important Bird Area Böhmerwald.